# Chordeiles
A Chordeiles a madarak (Aves) osztályának lappantyúalakúak (Caprimulgiformes) rendjébe, ezen belül a lappantyúfélék (Caprimulgidae) családjába és az estifecskeformák (Chordeilinae) alcsaládjába tartozó nem.

## Rendszerezésük
A nemet William Swainson írta le 1832-ben, az alábbi 4 vagy 6 faj tartozik ide:
- kis estifecske (Chordeiles acutipennis)
- homoki estifecske (Chordeiles rupestris)
- estifecske (Chordeiles minor)
- antillai estifecske (Chordeiles gundlachii)
- törpeestifecske (Chordeiles pusillus[2] vagy Podager pusillus)[1]
- Chordeiles nacunda[2] vagy Podager nacunda[1]